# Dorika umbrifascia
Dorika umbrifascia là một loài bướm đêm trong họ Noctuidae.